# Petro Awramenko

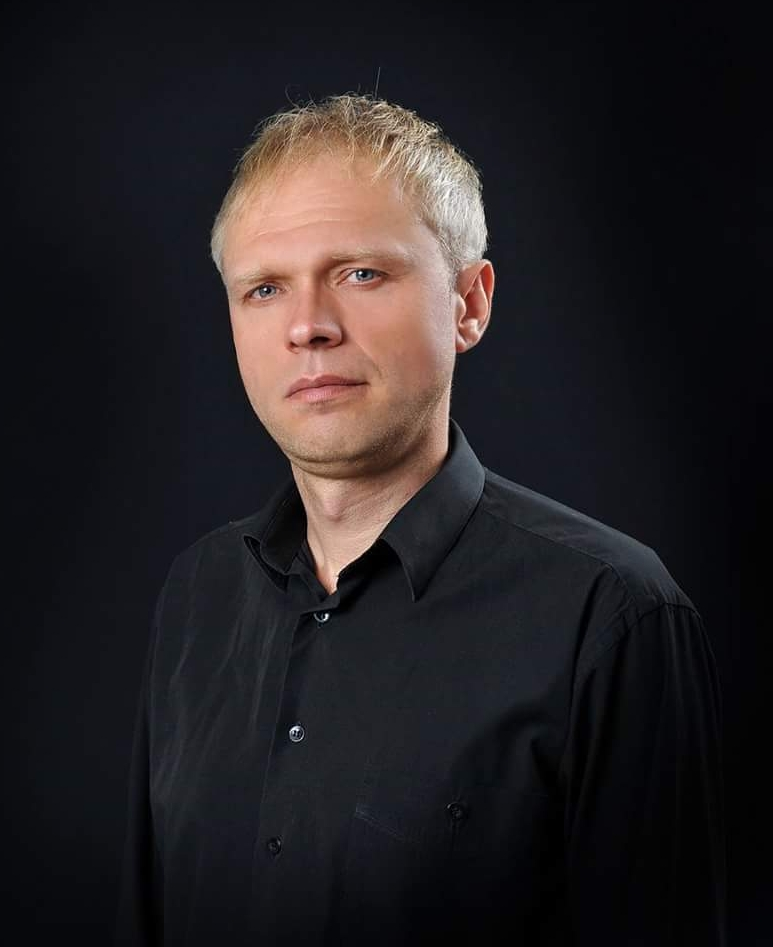
Petro Awramenko

Petro Mychailowytsch Awramenko (ukrainisch Петро Михайлович Авраменко; geb. 30. Juni 1978 in Mokljaky, Ukrainische SSR, Sowjetunion) ist ein ukrainischer Theaterschauspieler und -regisseur.

## Leben
Awramenko arbeitet seit März 2000 im Musik- und Dramentheater der Oblast Schytomyr als Schauspieler. 2009 studierte er an der Kiewer Nationalen Universität für Theater, Film und Fernsehen – Karpenko-Kary Theaterregie und ist seit 2012 Regisseur am Ukrainischen Akademischen Theater für Musik und Drama Iwan Kotscherha (ukr. Іван Антонович Кочерга) in Schytomyr. Dort inszenierte er unter anderem das Stück „Flucht aus der Realität“ von Tetjana Iwaschtschenko (ukr. Тетяна Петрівна Іващенко) aus dem Jahr 2004, „Tartar“ («Тартар») von Oles Berdnyk (ukr. Олесь Бердник) von 2005; „Lied der Lieder“ von Scholem Alejchem (Jüdisches Theaterstück, 2009) und „Das Leben im Widerspruch mit dem Schicksal“ (polnisch-jüdisches Theaterstück, 2010).
2013 wurde er von der Stadt Schytomyr mit dem Titel „Künstler des Jahres“ ausgezeichnet.
2016 wurde er ans Theater Augsburg als Artist in Residence eingeladen.